# ProCheese Awards
ProCheese Awards — фестиваль сирного мистецтва в Україні та національний конкурс на кращий сир, в якому беруть участь локальні виробники сиру. Переможці отримують можливість представляти Україну на міжнародному сирному конкурсі World Cheese Awards. У рамках фестивалю також проводиться конкурс на кращого чизмонгера (професійного продавця сиру).
У 2022 році World Cheese Awards та ProCheese Awards мали вперше провести міжнародний конкурс в Україні, проте внаслідок повномасштабного російського вторгнення подія була відтермінована.

## Про подію

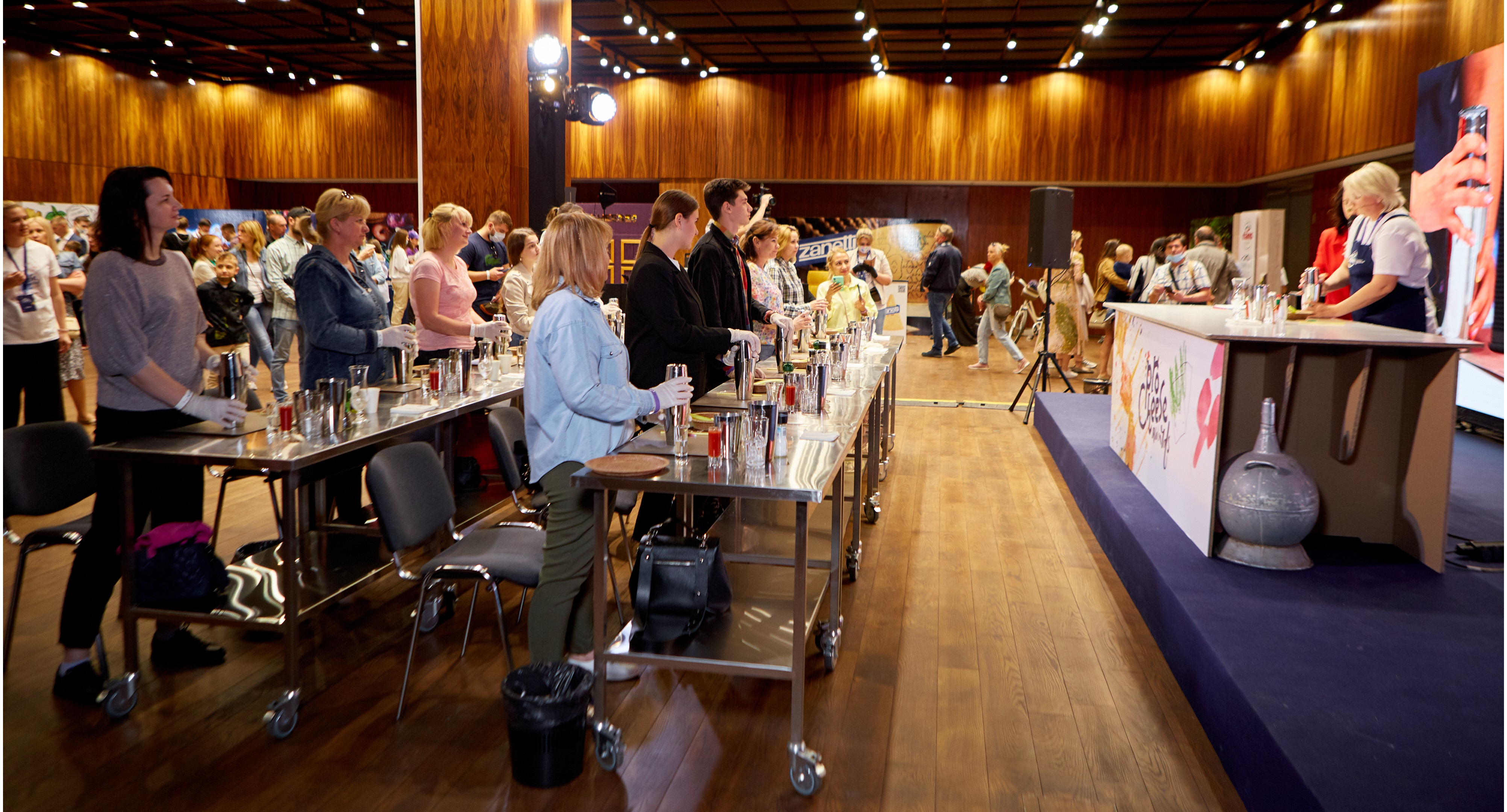
Майстер-клас на фестивалі

У 2021 році Дмитро Чернов, CEO Ardis Group, та Оксана Чернова, суддя World Cheese Awards від України та керівниця ProCheese Academy, заснували фестиваль ProCheese Awards. Перший ProCheese Awards був проведений 22-23 травня 2021 року в місті Києві. Впродовж двох днів подію відвідало понад 2000 гостей.
Захід покликаний розвивати сирну культуру в Україні та познайомити світ з українським сиром. Одне із завдань фестивалю — це щорічно обирати кращий український сир для участі в міжнародному сирному конкурсі World Cheese Awards. Впродовж події також проводили конкурс на кращого чизмонгера.
Компанією-організатором заходу стали Ardis Group, українська група компаній з імпорту та виробництва сирів, та їхня спільнота поціновувачів сиру ProCheese, яка надає сирні сервіси для бізнесу та займається сирним просвітництвом в Україні.
Учасниками конкурсу сирів представлені як крафтові виробники, так і великі виробництва, наприклад Organic Milk або Комо.
Під час проведення події було зафіксовано рекорд України на найдовше сирне плато довжиною 9,1 метра від національного реєстру рекордів України.
Після проведення ProCheese Awards 2021 організатори отримали право проводити World Cheese Awards 2022 вперше в Україні. Це міжнародний сирний конкурс, створений Guild of fine food, що проходить з 1988 року. Подія була відтермінована через повномасштабне вторгнення Росії в Україну та перенесена до країни-засновниці конкурсу — Великої Британії.

## Програма ProCheese Awards

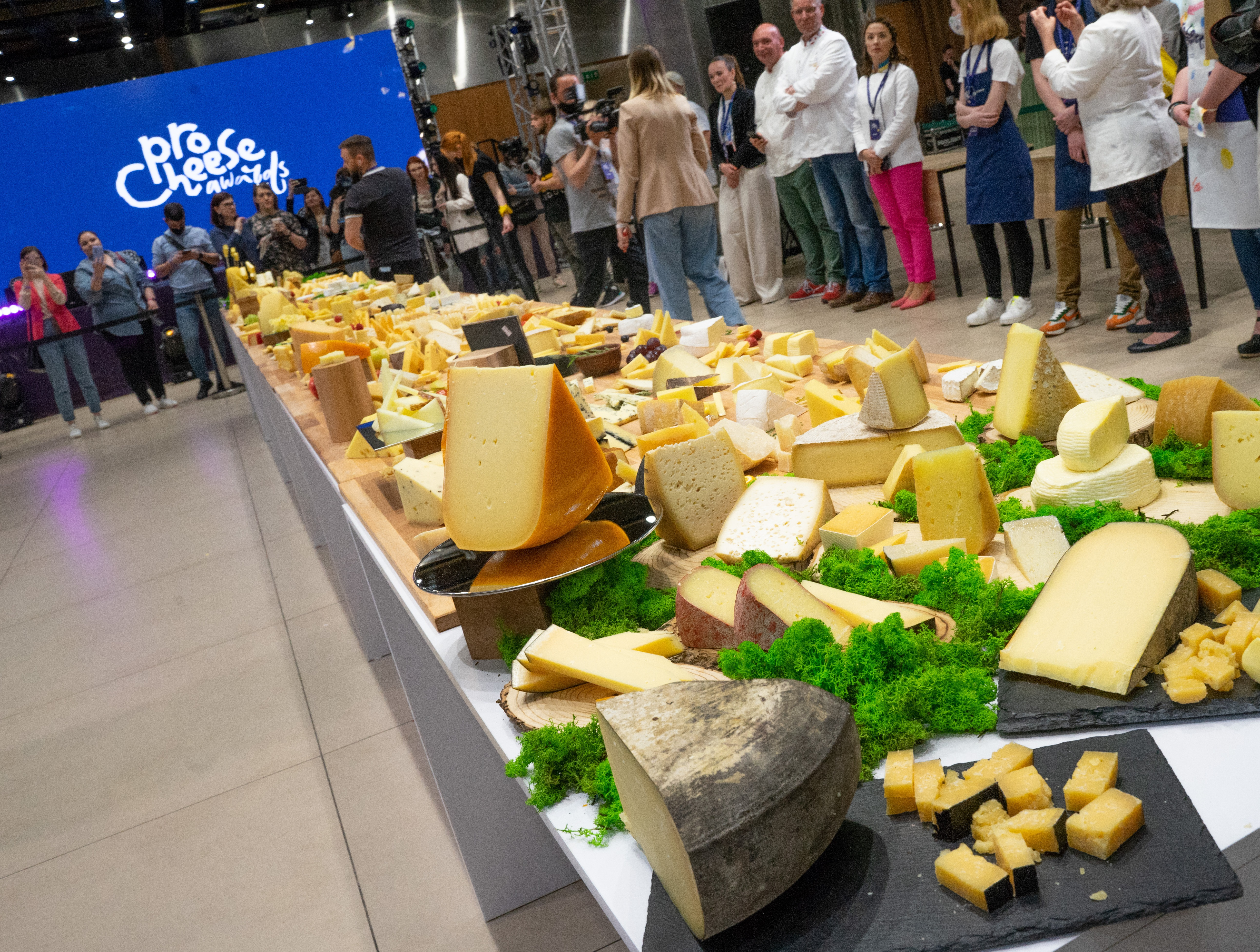
Рекордне сирне плато на фестивалі ProCheese Awards

Упродовж 22-23 травня 2021 року окрім конкурсів виробників сиру та чизмонгерів, відбувся великий сирний ярмарок, на якому сировари проводили дегустації своєї продукції та продавали її. На ярмарку можна було придбати доповнення до сиру: соуси, варення та алкоголь.
Також організаторами ProCheese Awards була проведена низка додаткових активностей:
- бізнес-зона з лекціями на професійну тематику, де спікерами виступили представники компаній Banda, I am Idea, Ardis Group та інші;
- фудкорт, на якому можна буде скуштувати різноманітні страви з сиром;
- зона виставки та дегустацій від міжнародних брендів Philadelphia, Bergader, Zanetti, Joya, Ave Vege, Bedda, Sodiaal, Rians;
- галерея сучасного мистецтва з тематичними артами на тему сиру, картини та інші мистецькі вироби були доступні для придбання;
- виставка сирних артів, переможець якої отримав грант в розмірі 30 000 грн[4];
- кулінарні майстер-класи від учасників МастерШеф Євгена Клопотенка, Анастасії Кобиляцької та інших;
- музична сцена з Дашею Коломієць та Brunettes Shoot Blondes;
- інтерактивні сирні інсталяції, диджитал-ресторан, сирне казино, тематичні фотозони;
- розваги для дітей і зони сімейного відпочинку.

## Конкурси сирів та чизмонгерів ProCheese Awards
У рамках фестивалю ProCheese Awards були проведені конкурси сирів та чизмонгерів.

### Судді конкурсів
- Оксана Чернова (Україна) — сертифікована сирна експертка, одна із засновниць ProCheese Awards, розробниця навчальних програм для чизмонгерів та сирних сомельє, суддя на World Cheese Awards.[12]
- Грегорі Жиродон (Франція) — тренер, власник компанії Au Tour du Fromage. Співвласник сирного магазину в Marché Central в Руаяні, Франція.[13]
- Еверт Шонхаге (Нідерланди) — член Міжнародної сирної гільдії (Garde et Juré); у 2019 став найкращим чизмонгером світу; суддя на World Cheese Awards.
- Сьюзан Штурман (США) — членкиня Американського сирного товариства з 2002 року та сертифікована спеціалістка; суддя з виробництва сиру у Франції, Іспанії, Норвегії, Англії, Італії та США, експертка у підготовці суддів World Cheese Awards; співзасновниця англомовної навчальної програми для професіоналів сироваріння з усього світу в академії MonS Fromager-Affineur.[14]
- Сара Манлі (США) — сертифікована сирна професіоналка Американської спільноти сирів 2020; чемпіонка Cheesemonger Invitational 2019.[15]

У конкурсі сирів ProCheese Awards 2021 взяло участь 58 сирів українського виробництва. За результатами оцінювання професійного журі було обрано найкращий сир України — сир Шевр «Шедевр» від сироварні «Доообра Ферма», який мав представити Україну на World Cheese Awards в Іспанії.
Також призові місця здобули наступні учасники: золото — сир «Чорна башта» від «Сироман Craft Cheese», срібло — сир «Цуркан» від «Сирні мандри» та бронзу — сир «Мукко витриманий» від «Мукко».
Серед десяти учасників конкурсу чизмонгерів, найкращою була визнана Надія Франтовська, яка виграла гран-прі ProCheese Awards 2021 та можливість відвідати World Cheese Awards 2021 в Іспанії.
Після проведення події організатори ProCheese Awards — Ardis Group та ProCheese —  отримали право на проведення World Cheese Awards 2022. Конкурс мав відбутися в Україні вперше.
Попри те, що проведення World Cheese Awards 2022 в Україні відтерміновано через російське вторгнення, організатори отримали підтримку від Guild of fine food: безкоштовну участь 50 українських сирів у цьогорічному міжнародному конкурсі, який має відбутися у Вельсі, Велика Британія.
Ardis Group спільно з ProCheese відповідають за відбір українських сирів на конкурс, документальне оформлення учасників, організацію доставки сиру до місця проведення World Cheese Awards та експертний супровід у підготовці експортних документів для продукції.

## World Cheese Awards 2022
У 2022 на міжнародному сирному конкурсі World Cheese Awards за підтримки Швейцарії в рамках швейцарсько-української програми Quality Food Trade Program вперше взяли участь 39 сирів з України. 13 із них отримали нагороду та відзнаку від міжнародної колегії. Всього в конкурсі взяли участь 4434 сири з 42 країн світу. Їх оцінювали 250 міжнародних суддів.
Україна була представлена на WCA зі слоганом «Freedom tastes great», оскільки навіть попри повномасштабне російське вторгнення й пов'язані з цим труднощі, українські сировари продовжили свою справу.

Оксана Чернова, сирна експертка ProCheese, суддя від України на World Cheese Awards коментує: 
«Вперше за всю сирну історію нашої країни світ дізнався про українські сири та скуштував їх на смак. Результат — 13 переможців з різних регіонів отримали почесні нагороди. Пишаюсь і радію неймовірно!»

### Нагороди
Bronze:
- «Мукко Витриманий», Мукко, Львівська область;
- «Мукко Козячий», Мукко, Львівська область;
- «Легенда», Доообра Ферма, Київська область;
- «Форе Нуар козячий», Лісова Коза, Кіровоградська область;
- «Чеддер», Старий Порицьк, Волинська область;
- «Чорний чеддер», O'BEREG, Сумська область;
- «Ланкашир Аль Пачіно», O'BEREG, Сумська область.

Silver:
- «Богуславський», RORY, Київська область;
- «Шевр Шедевр», Доообра Ферма, Київська область;
- «Гауда», Європейська сироварня, Одеська область;
- «Золоте Руно», Джерсей, Львівська область.

Gold:
- «Віхола», Сироман, Київська область.

Super Gold:
- «Сирна торбинка», Станіславська сироварня, Івано-Франківська область.